# Scheepswerf De Pijp
Scheepswerf De Pijp (Fries: De Piip) was een scheepswerf in Drachten. Veel van de vandaag nog in wedstrijdverband uitkomende skûtsjes werden in het begin van de twintigste eeuw gebouwd op deze werf van de gebroeders Roorda aan het Moleneind in Drachten.

## Historie
Scheepswerf De Pijp ontstond in 1901. Toen kocht Berend Tjeerds Roorda (1849-1928) een stuk grond aan het Moleneind in Drachten bij de Pijpster Brug. Op 28 januari 1902 vroeg hij een vergunning aan om hier een "scheepstimmeraffaire" op te richten. Naast de al bestaande stelpboerderij op het terrein bouwde Berend Roorda een werfloods met timmerschuur. Deze was door hem voor 900 gulden gekocht uit een voor afbraak bestemd werfbedrijf bij Scharsterbrug. Zelf legde hij nog twee sleephellingen aan. De werf richtte zich zowel op nieuwbouw, onderhoud als reparatie van houten schepen. Eerder bouwde Berend Roorda op een kleine houtbouwhelling aan de Noorderdwarsvaart in Drachten vooral pramen.
Berend Roorda had vier zonen, waarvan er drie ook actief waren in de scheepsbouw. De oudste zoon, Bauke Roorda (1878-1958), werkte aanvankelijk mee op de houtbouwwerf van zijn vader aan de Noorderdwarsvaart in Drachten. In 1897 vertrok hij naar Joure om op de houtbouwwerf van Eeltje Holtrop van der Zee het vak te leren. Bauke Roorda keerde terug naar Drachten nadat zijn vader met de werf aan het Moleneind was begonnen. Hij zag echter in dat de omslag van hout naar ijzer gemaakt moest worden en ging opnieuw in de leer bij de IJzeren Scheepsbouwwerf (later Barkmeijer) in Vierverlaten. Hier bleef hij drie jaar en bekwaamde zich in het bewerken van ijzer. In de avonduren volgde hij lessen voor rekenen, technisch tekenen, wiskunde en bedrijfseconomie. In 1905 keerde hij terug naar Drachten om de werf van zijn vader de omschakeling te laten maken van hout naar ijzer.
Bauke Roorda ontwierp op basis van zijn kennis en ervaring een eigentijds gelijnd roefschip. Hij benutte het destijds nieuwe materiaal staal voor het realiseren van de door hem bedachte rondingen. Schippers ontdekten al gauw de kwaliteit van deze schepen. Vanaf 1909 begint een bloeiperiode van veertien jaar, waarin vele ook nu nog bekende skûtsjes van stapel lopen.
Tussen 1906 en 1925 bouwden Bauke en zijn broers Wouter (1886-1943) en Tjeerd (1881-1966) 42 ijzeren schepen: 26 tjalken (waar de skûtsjes onder vallen), 1 koftjalk, 5 aakschepen, 6 bolschepen, 3 klipperaken en een hevelaak. Ook werd er voor eigen rekening een aantal jachten gebouwd.
In 1911 ging de werf failliet. Een op de werf gebouwde klipper zonk in 1909 tijdens de eerste reis onderweg naar de Oostzee. Omdat het schip niet was afbetaald, was Berend Roorda nog steeds de eigenaar. Aangezien de opdrachtgever, in weerwil tot de gemaakte afspraken, niet de route via het Kielerkanaal had genomen maar die over zee, keerde de verzekering niet uit. Dit leidde uiteindelijk twee jaar later tot het faillissement van de scheepswerf.
Het bedrijf maakte in juni 1911 een doorstart onder de naam Gebrs. B.T.W. en S. Roorda, Scheepsbouw- en Constructiewerkplaats. Ook Berends vierde zoon Sietze (1888-1964) participeerde nu in de onderneming. Bauke Roorda had de algehele leiding, ontwierp de schepen, verkocht ze en deed de inkoop. Tjeerd Roorda was verantwoordelijk voor het smids- en constructiewerk en Wouter Roorda verzorgde het scheepstimmerwerk. Sietze zat wel als vennoot in het bedrijf, maar verzorgde de boerderij naast de werf.
Berend Roorda trok zich in 1921 helemaal terug uit het bedrijf, dat vanaf toen verderging onder de naam Gebrs. Roorda Scheepsbouw en Constructiewerkplaats. De nieuwbouw liep terug, waardoor onderhoud en reparatie de belangrijkste bronnen van inkomsten werden. Er volgde een nieuwe omschakeling van werkzaamheden richting constructiewerk. Dit waren vooral waterbouwkundige werken, zoals bruggen en sluizen. Verder ontwikkelde en maakte de werf baggermachines. In 1933 gleed het laatste nieuwe schip van de helling. In 1958 werd het bedrijf formeel opgeheven. Het terrein van de werf was al in 1950 aan Philips verkocht.

## Het geheim van De Pijp
Het bijzondere van een skûtsje van scheepswerf De Pijp betreft vooral de vormgeving van de achtersteven ("de kont"). De rondingen van het achterschip liggen meer naar voren, zodat de romp vanaf de waterlijn eerder naar boven buigt. Dit wordt betiteld als dat de kont mooi is "geveegd" en in een ideale lijn gepiekt uit het water loopt. Het schip laat daardoor het water eerder los, wat minder weerstand en dus meer snelheid geeft. Door het gebruik van staal in de boeg kon deze extra rond worden geklopt. Boven de waterlijn werden op die manier "wangen" gecreëerd die in geladen toestand draagvermogen leveren, maar leeg geen extra weerstand geven. Ook valt het boeisel van deze skûtsjes iets meer naar binnen dan bij andere skûtsjes.

## SKS en IFKS
In 2020 waren negen van de veertien in de SKS-competitie deelnemende skûtsjes afkomstig van de werf van de gebroeders Roorda. In de afgelopen vijfentwintig jaar won maar één keer een skûtsje dat niet van scheepswerf De Pijp kwam het eindklassement. Ook in de IFKS-competitie spelen de skûtsjes van scheepswerf De Pijp een voorname rol.

## Bekende SKS skûtsjes
- Doarp Grou (1909)
- Eildert Sietez (1910)
- de Jonge Jan (1911)
- Klaas van der Meulen (1912)
- Twee Gebroeders (D) 1912)
- Sneker Pan (1913)
- Rienk Ulbesz (1914)
- Gerben van Manen (1915)

## Monument
Op 26 november 2014 werd bij de plaats aan het Moleneind waar de scheepswerf heeft gestaan een monument onthuld in de vorm van een zwaard van een skûtsje. Van de werf zelf is niets meer zichtbaar in het straatbeeld van Drachten.